# Tillandsia baileyi
Tillandsia baileyi är en gräsväxtart som beskrevs av Joseph Nelson Rose och John Kunkel Small. Tillandsia baileyi ingår i släktet Tillandsia och familjen Bromeliaceae. Inga underarter finns listade i Catalogue of Life.